# 太平洋セメント
太平洋セメント株式会社（たいへいようセメント）は、日本最大のセメントメーカーである。1875年（明治8年）に設立された官営深川セメント製造所の流れを汲む。日経平均株価の構成銘柄の一つ。

## 概要
1998年に秩父小野田（1994年に秩父セメントと小野田セメントが合併）と日本セメントが合併して設立された。「創業」ではなく、会社設立の年月では最も古い企業とされる。
前身企業のうち小野田セメントが三井系で、秩父セメントのメインバンクは当時の第一勧業銀行、日本セメントのメインバンクは当時の富士銀行であった。故に太平洋セメントは三井グループとみずほグループ（第一勧銀グループ及び芙蓉グループ）に属しているセメント会社といえる。

## 事業所所在地

### 本社・支店
- 本社
  - 東京都文京区小石川1-1-1 文京ガーデン ゲートタワー
- 支店
  - 北海道支店 - 札幌市中央区北4条西5-1-3
  - 東北支店 - 仙台市青葉区二日町1-23
  - 東京支店 - 東京都港区三田1-4-28　三田国際ビル18階
  - 関東支店 - 群馬県高崎市八島町58-1
  - 中部北陸支店 - 名古屋市中区栄2-8-12
  - 関西四国支店 - 大阪市中央区備後町4-1-3
  - 中国支店 - 広島市中区中島町3-25
  - 九州支店 - 福岡市博多区住吉1-2-25

### 工場・事務所
- 上磯工場 - 北海道北斗市谷好1-151
- 大船渡工場 - 岩手県大船渡市赤崎町字跡浜21-6
- 熊谷工場 - 埼玉県熊谷市三ヶ尻5310
- 埼玉工場 - 埼玉県日高市原宿721

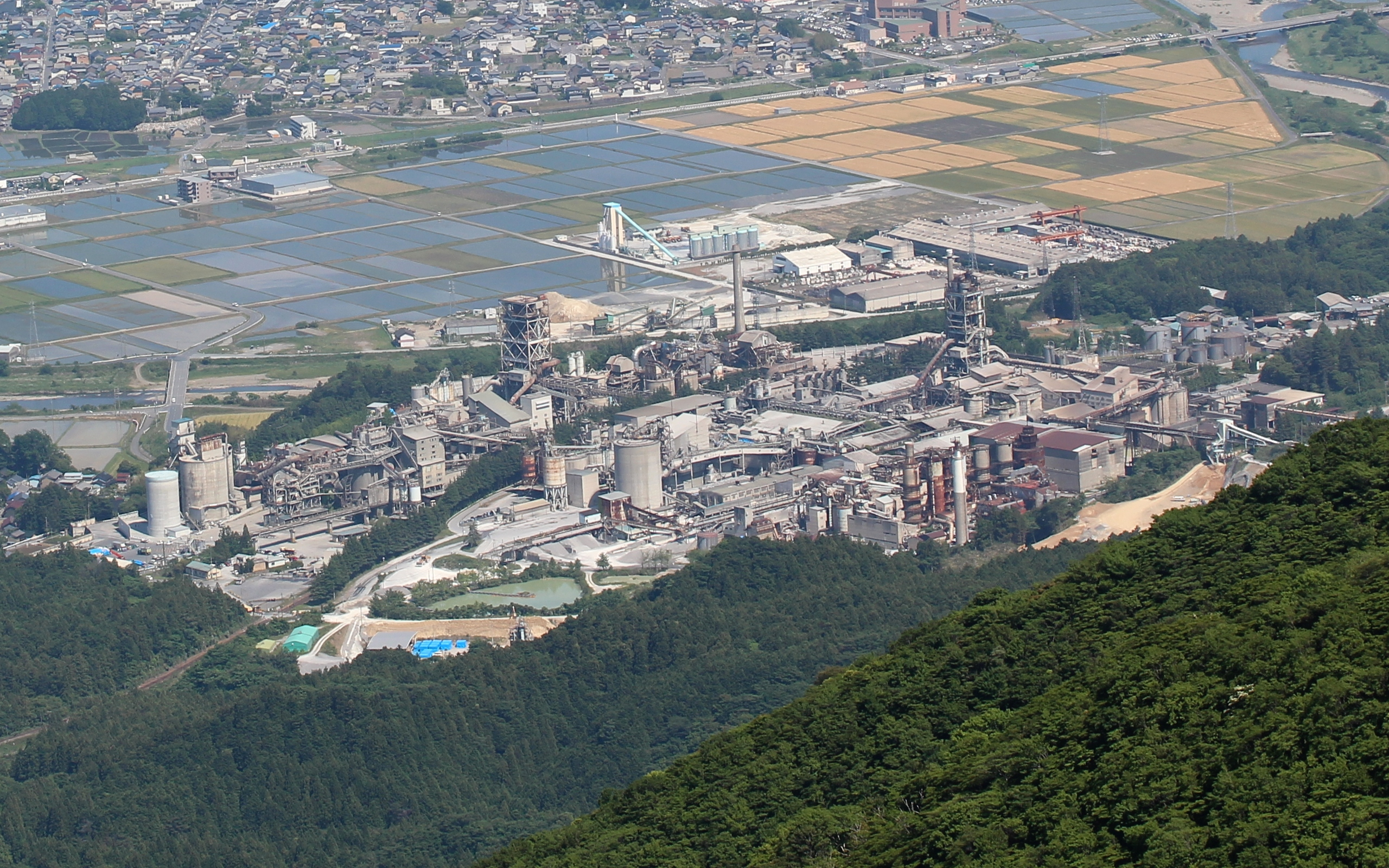
藤原工場

- 藤原工場 - 三重県いなべ市藤原町東禅寺1361-1
- 大分工場 - 大分県津久見市合ノ元町2-1
- 土佐事務所 - 高知市孕東町25

### 鉱業所
- 峩朗鉱業所 - 北海道北斗市峩朗54
- 大船渡鉱業所 - 岩手県大船渡市日頃市町字石橋16-1
- 秩父鉱業所 - 埼玉県秩父市上影森607
- 西多摩鉱業所 - 東京都西多摩郡日の出町大字大久野2650
- 内田鉱業所 - 兵庫県洲本市由良町内田989-2
- 重安鉱業所 - 山口県美祢市大嶺町北分674-1
- 土佐山鉱業所 - 高知市土佐山1200-16

## 組織
- セメント事業本部
- 海外事業本部
- 環境事業部
- 資源事業部
- 不動産事業部
- 建材事業部
- 事業企画管理部

## 沿革

### 秩父小野田

#### 小野田セメント
- 1881年（明治14年）5月3日 - 笠井順八、江村源助、毛利元徳によりセメント製造会社設立。[8]
- 1883年（明治16年）3月 - 本社工場（後の小野田工場、現在の小野田事務所）を新設。
- 1891年（明治24年）10月 - 有限責任小野田セメント製造株式会社に改組。
- 1893年（明治26年）11月 - 小野田セメント製造株式会社に改組。
- 1925年（大正14年）1月 - 愛知セメント株式会社を合併、愛知支社工場発足。
- 1929年（昭和4年）3月 - 中央セメント株式会社を合併、八幡工場を移管。
- 1931年（昭和6年）10月 - 阿哲工場（後の新見工場）を新設。
- 1932年（昭和7年）12月 - 藤原工場を新設。
- 1938年（昭和13年）7月 - 大分セメント株式会社を合併、津久見工場（現・大分工場津久見プラント）、徳浦工場、由良工場を移管。太平セメント株式会社を合併、太平工場を移管。
- 1939年（昭和14年）2月 - 愛知支社工場閉鎖（施設は恒見工場に転用）。
- 1939年（昭和14年）12月 - 徳浦工場閉鎖。
- 1942年（昭和17年）4月 - 東北セメント株式会社を合併、大船渡工場を移管。
- 1943年（昭和18年）6月 - 由良工場閉鎖、恒見工場（後の北九州第一工場→北九州小野田セメント門司工場）を新設。
- 1943年（昭和18年）7月 - 東洋産業株式会社田原工場を買収。
- 1944年（昭和19年）4月 - 本社工場を小野田工場に改称。
- 1944年（昭和19年）7月 - 日本石綿盤製造株式会社彦根工場を買収。
- 1945年（昭和20年）10月 - 津久見工場を大分第一工場に、太平工場を大分第二工場に改称。
- 1947年（昭和22年）10月 - 彦根工場を野沢石綿興業株式会社に返却。
- 1949年（昭和24年）8月 - 大分第一工場を津久見第一工場に、大分第二工場を津久見第二工場に改称。

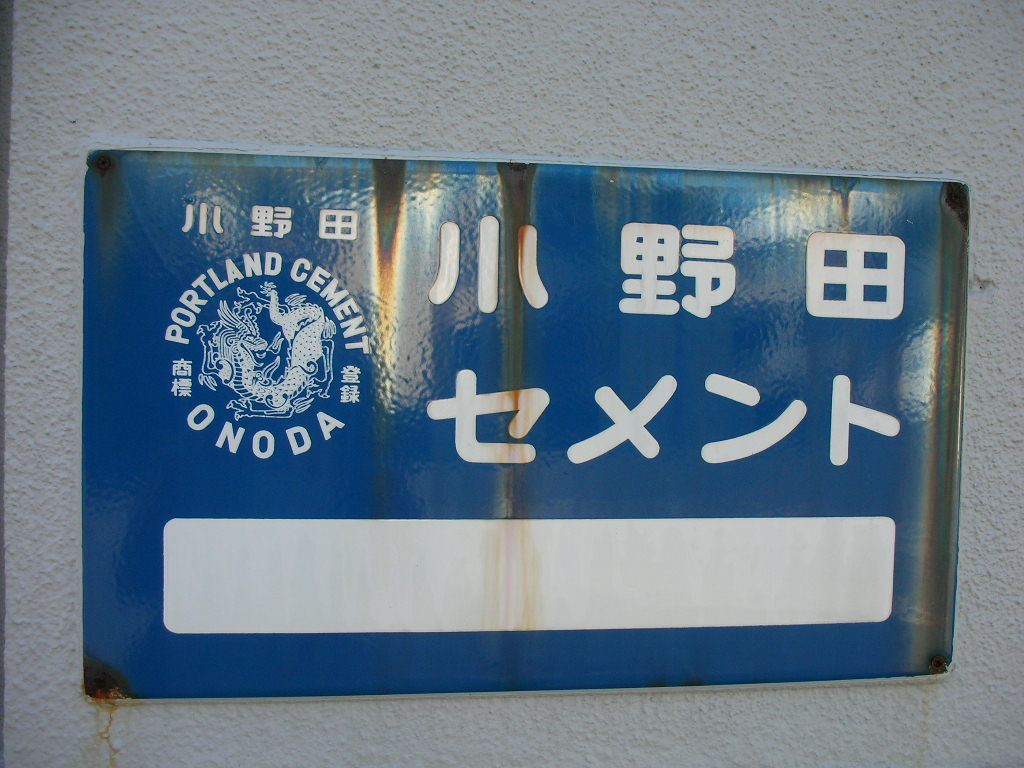
当時の看板

- 当時の看板1951年（昭和26年）11月 - 小野田セメント株式会社に商号変更。
- 1955年（昭和30年）9月 - 小野田化学工業株式会社を設立。
- 1965年（昭和40年）7月 - 阿哲工場を新見工場に改称。
- 1976年（昭和51年）4月 - 恒見工場を北九州第一工場に、八幡工場を北九州第二工場に改称。
- 1979年（昭和54年）7月 - 新見工場閉鎖。
- 1981年（昭和56年）2月 - 北九州第二工場閉鎖。北九州第一工場を北九州工場に改称。
- 1984年（昭和59年）9月 - セメント共同販売会社の中央セメント株式会社を設立。小野田セメント・新日鐵化学・東洋曹達・三井鉱山・日立セメントが参加。
- 1985年（昭和60年）7月 - 小野田工場でのセメント製造を終了、小野田事務所に改称。
- 1987年（昭和62年）6月 - 三河小野田セメント株式会社、北九州小野田セメント株式会社を設立、前者に田原工場を、後者に北九州工場を譲渡。
- 1991年（平成3年）7月30日 - 中央セメント解散。

同社歴代社長 - 初代社長 笠井順八、2代社長 河北勘七、3代社長 福原栄太郎、4代社長 笠井真三、5代社長 狩野宗三、6代社長 河内通祐、7代社長 安藤豊禄、8代社長 森清治、9代社長 松本幸市、10代社長 大島健司、11代社長 今村一輔、12代社長 平賀一次
愛知セメント
- 1887年（明治20年）6月 - 京岐商会がセメント工場を建設。
- 1888年（明治21年）4月 - 愛知セメント商会設立、工場を買収。
- 1890年（明治23年）5月 - 愛知セメント株式会社に改組。
- 1925年（大正14年）1月 - 小野田セメント製造に合併。

中央セメント
- 1892年（明治25年）1月 - 大阪川口セメント製造所の黒崎工場が操業開始。
- 1895年（明治28年）1月 - 黒崎工場が中央セメント株式会社に改組。
- 1929年（昭和4年）3月 - 小野田セメント製造に合併。

大分セメント
- 1918年（大正7年）12月 - 会社設立。
- 1919年（大正8年）11月 - 津久見工場新設。
- 1926年（大正15年）6月 - 旭セメントを合併。
- 1927年（昭和2年）8月 - 桜セメントを合併。
- 1938年（昭和13年）7月 - 小野田セメント製造に合併。

桜セメント
- 1907年（明治40年）4月 - 平賀敏により会社設立。松下幸之助が一時運搬工として、1919年には矢野謙三が学卒社員として働いた。
- 1908年（明治41年）3月 - 徳浦工場新設。
- 1917年（大正6年）10月 - 九州工場開設
- 1927年（昭和2年）8月 - 大分セメントに合併。

旭セメント
- 1916年（大正5年）12月 - 会社設立。
- 1917年（大正6年）12月 - 由良工場新設。
- 1926年（大正15年）6月 - 大分セメントに合併。

太平セメント
- 1929年（昭和4年）6月 - 会社設立。
- 1934年（昭和9年）5月 - 工場新設。
- 1938年（昭和13年）7月 - 小野田セメント製造に合併。

東北セメント
- 1936年（昭和11年）4月 - 会社設立。
- 1937年（昭和12年）10月 - 工場新設。
- 1942年（昭和17年）4月 - 小野田セメント製造に合併。

東洋産業（三河セメント）
- 1888年（明治21年）11月 - 三河セメント会社設立。
- 1889年（明治22年）8月 - 工場新設。
- 1898年（明治31年）6月 - 三河セメント株式会社に改組。
- 1940年（昭和15年）5月 - 東洋産業株式会社に合併。
- 1943年（昭和18年）7月 - 東洋産業田原工場を小野田セメント製造が買収。

#### 秩父セメント
- 1923年（大正12年）1月30日 - 秩父セメント株式会社設立。
- 1925年（大正14年）6月 - 工場（後の秩父第一工場）を新設。
- 1956年（昭和31年）4月 - 秩父第二工場（現・秩父太平洋セメント秩父工場）を新設。
- 1962年（昭和37年）7月 - 熊谷工場を新設。
- 1984年（昭和59年）9月 - 宇部興産を中心としたセメント共同販売会社のユニオンセメント株式会社に、敦賀セメント・琉球セメントとともに参加。
- 1991年（平成3年）7月30日 - ユニオンセメント解散。

#### 秩父小野田発足後
- 1994年（平成6年）10月1日 - 小野田セメントが秩父セメントを合併、秩父小野田株式会社に商号変更。本店を山口県小野田市大字小野田6276番地から東京都港区西新橋二丁目14番1号に移転。
- 1996年（平成8年）
  - 4月 - 北九州小野田セメント門司工場操業停止。
  - 6月 - 秩父第一工場閉鎖。
- 1997年（平成9年）4月 - 三河小野田セメント田原工場閉鎖。

### 日本セメント（旧 浅野セメント）
- 1883年（明治16年）4月16日 - 浅野総一郎が官営深川工作分局セメント工場を借り受けセメント製造開始（会社創立）。
- 1884年（明治17年）7月8日 - セメント工場の払下げを受け、匿名組合組織として発足。工場は浅野工場（後の深川工場、東京工場）と命名。
- 1893年（明治26年）9月 - 浅野門司分工場（後の門司工場）を新設。
- 1898年（明治31年）2月 - 浅野セメント合資会社に改組。
- 1912年（大正元年）10月 - 浅野セメント株式会社設立。
- 1913年（大正2年）2月 - 浅野セメント株式会社が浅野セメント合資会社を合併。
- 1915年（大正4年）7月 - 北海道セメント株式会社を合併、北海道工場（現・上磯工場）を移管。
- 1917年（大正6年）5月 - 川崎工場（現・デイ・シイ川崎工場）を新設。
- 1917年（大正6年）7月 - 台湾工場新設。
- 1924年（大正13年）6月 - 大阪木津川セメント株式会社を合併、大阪工場を移管。
- 1929年（昭和4年）5月 - 西多摩工場（現・西多摩事務所）を新設。
- 1933年（昭和8年）11月 - 満州に進出。
- 1935年（昭和10年）6月 - 香春工場（後の香春太平洋セメント香春工場）を新設。
- 1936年（昭和11年）6月 - 朝鮮に進出。
- 1939年（昭和14年）10月 - 日本セメント株式会社（初代法人）を合併、佐伯工場（現・大分工場佐伯プラント）及び八代工場を移管。
- 1939年（昭和14年）11月 - 東京工場閉鎖。
- 1940年（昭和15年）5月 - 土佐セメント株式会社を合併、土佐工場を移管。
- 1941年（昭和16年）2月 - 川崎工場を新設の日本高炉セメント株式会社（現：デイ・シイ）に譲渡。
- 1941年（昭和16年）3月 - 日東セメント株式会社を合併、糸崎工場を移管。
- 1942年（昭和17年）3月 - 東亜セメント株式会社を合併、尼崎工場を移管。
- 1944年（昭和19年）1月 - 北海道工場を上磯工場に改称。
- 1947年（昭和22年）5月 - 日本セメント株式会社に商号変更。
- 1948年（昭和24年）9月 - 尼崎工場新設。
- 1955年（昭和30年）4月 - 埼玉工場を新設。
- 1957年（昭和32年）2月 - 大阪工場閉鎖。
- 1980年（昭和55年）4月 - 門司工場・八代工場閉鎖。
- 1984年（昭和59年）9月 - セメント共同販売会社の大日本セメント共同事業株式会社を設立。日本セメント・大阪セメント・第一セメント・明星セメントが参加。
- 1994年（平成6年）5月31日 - 大日本セメント解散。
- 1996年（平成8年）4月 - 山陽白色セメントに糸崎工場を譲渡。

北海道セメント
- 1890年（明治23年）4月 - 会社設立。
- 1915年（大正7年）4月 - 浅野セメントに合併。

大阪木津川セメント
- 1907年（明治40年）1月 - 会社設立。
- 1917年（大正6年）6月 - 工場新設。
- 1924年（大正13年）6月 - 浅野セメントに合併。

日本セメント（初代）
- 1888年（明治21年）1月 - 会社設立。
- 1890年（明治23年）10月 - 八代工場新設。
- 1926年（大正15年）12月 - 佐伯工場新設。
- 1939年（昭和14年）10月 - 浅野セメントに合併。

土佐セメント
- 1905年（明治38年）9月 - 合資会社として発足。
- 1908年（明治41年） - 株式会社に改組。
- 1940年（昭和15年）2月 - 浅野セメントに合併。

日東セメント
- 1932年（昭和7年）10月 - 会社設立。
- 1934年（昭和9年）7月 - 工場新設。
- 1941年（昭和16年）3月 - 浅野セメントに合併。

東亜セメント
- 1907年（明治40年）1月 - 会社設立、工場新設。
- 1942年（昭和17年）3月 - 浅野セメントに合併。

### 太平洋セメント発足後
- 1998年（平成10年）10月1日 - 秩父小野田が日本セメントを合併、太平洋セメント株式会社に商号変更。
- 2000年（平成12年）12月29日 - 秩父工場・香春工場をそれぞれ秩父太平洋セメント株式会社・香春太平洋セメント株式会社に譲渡。
- 2003年（平成15年）3月 - 子会社の三河小野田セメント、北九州小野田セメント解散。
- 2004年（平成16年）3月 - 香春太平洋セメント解散、同社香春工場閉鎖。
- 2004年（平成16年）4月 - 社内カンパニー制導入。
- 2005年（平成17年）10月 - 津久見工場と佐伯工場を大分工場として統合。
- 2010年（平成22年）4月 - 土佐工場を廃止し、土佐事務所設置。大分工場佐伯プラント生産停止に伴い大分工場の津久見地区への集約。
- 2016年（平成28年）8月 - 持分法適用関連会社であった株式会社デイ・シイを完全子会社化。
- 2017年（平成29年）2月14日 - 山陽白色セメントの特別清算手続きを開始[9]、同社糸崎工場閉鎖。

## 太平洋セメントグループ
太平洋セメントグループは2020年（令和2年）3月現在、太平洋セメント、子会社186社、関連会社102社で構成されている。
無印は連結子会社、※印は持分法適用関連会社、国内事業者は全て株式会社である。
セメント事業
- デイ・シイ
- 明星セメント
- 敦賀セメント
- カルポルトランド（アメリカ）
- 江南-小野田水泥有限公司（中国）
- 大連小野田水泥有限公司（中国）
- 秦皇島浅野水泥有限公司（中国）
- ギソンセメントコーポレーション（ベトナム）
- タイヘイヨウセメントフィリピンズ（フィリピン）
- 埼玉太平洋生コン
- アサノコンクリート
- 大阪アサノコンクリート
- 北海道ティーシー生コン
- 広島太平洋生コン
- 東北太平洋生コン
- 中部太平洋生コン
- 上陽レミコン
- 晴海小野田レミコン
- 国際企業

資源事業
- 有恒鉱業
- 安倍川開発
- 関西太平洋鉱産
- 武甲鉱業
- 大分太平洋鉱業
- 秩父鉱業
- イシザキ
- 甲州砕石
- 関西マテック
- 龍振鉱業
- 秩父太平洋セメント
- 奥多摩工業※

環境事業
- 市原エコセメント（福島第一原子力発電所事故に伴う排水汚染で長期休業中）
- 東京たまエコセメント
- ナコード

建材・建築土木事業
- 太平洋プレコン工業
- クリオン
- 太平洋マテリアル
- 秩父コンクリート工業
- エーアンドエーマテリアル（東証スタンダード）※
- 小野田ケミコ
- 富士ピー・エス（東証スタンダード）※

その他事業
- 太平洋不動産
- 太平洋エンジニアリング
- パシフィックシステム (東証スタンダード)
- 太平洋フィナンシャル・アンド・アカウンティング
- 岩手開発鉄道
- 秩父鉄道 (東証スタンダード) ※
- 三井埠頭
- 東海運（東証スタンダード）※
- 三岐通運
- 日名運輸
- 小野田化学工業
- セサミ（セサミスポーツクラブを運営）
- 清澄ゴルフ倶楽部
- 大船渡発電
- 屋久島電工※